# Syndrome de Temple
Le syndrome de Temple (numéro HM 616222), nom du médecin ayant décrit pour la première fois ce syndrome, est une maladie en rapport avec un gène à empreinte. Les caractéristiques cardinales sont un faible poids à la naissance, une hypotonie et un retard moteur, des problèmes d'alimentation tôt dans la vie, une puberté précoce et une taille finale considérablement réduite. Les traits du visage comprennent un front large et un nez court avec une pointe nasale large, et la majorité des patients ont de petites mains et de petits pieds. Cependant, bon nombre des caractéristiques cliniques ne sont pas spécifiques, ce qui rend le diagnostic difficile. De plus, l'isodisomie peut révéler des troubles récessifs, qui peuvent influencer le phénotype dans les cas de disomie uniparentale maternelle du chromosome 14.
Cette pathologie résulte d'une disomie uniparentale maternelle du chromosome 14 (14q32) de transmission autosomique dominante.